# Mouchan
Mouchan is een gemeente in het Franse departement Gers (regio Occitanie). De plaats maakt deel uit van het arrondissement Condom. Mouchan telde op 1 januari 2022 385 inwoners.
Mouchan is vernoemd naar een Romeins hoogwaardigheidsbekleder, Muscius. In de loop van de tijd is dit verbasterd van Muscius naar Muscianus, Muscian (muzikant) en uiteindelijk Mouchan.

## Geografie
De oppervlakte van Mouchan bedroeg op 1 januari 2022 13,11 vierkante kilometer; de bevolkingsdichtheid was toen 29,4 inwoners per km².

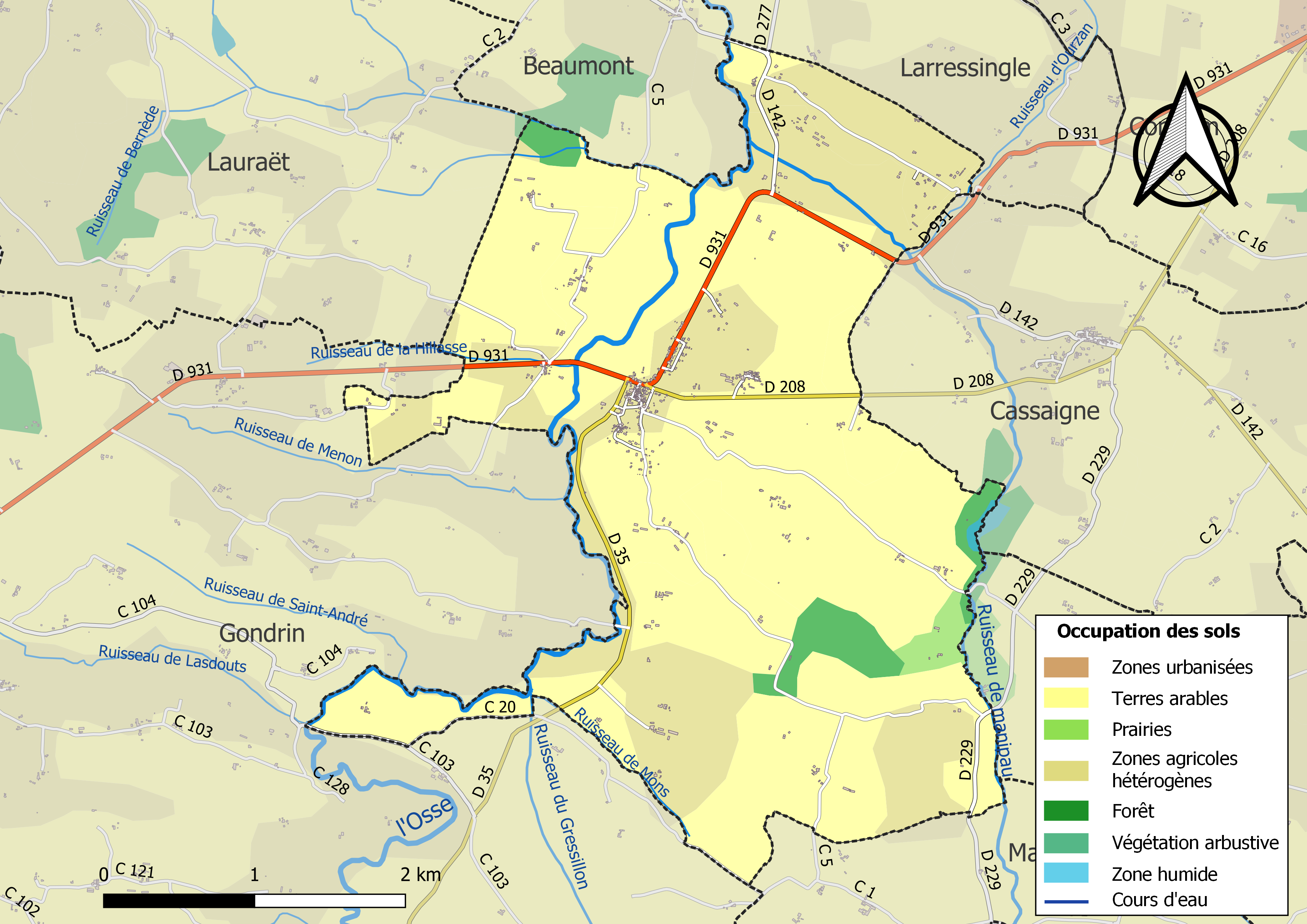
Kaart van de gemeente met belangrijkste infrastructuur, bodemgebruik en omliggende gemeenten

## Demografie
Onderstaande figuur toont het verloop van het inwonertal (bron: INSEE-tellingen).